# Cali Elizabeth Moore
Cali Elizabeth Moore (Verenigde Staten, 7 december 19??) is een Amerikaanse actrice. Ze is vooral bekend door haar werk in Red Dead Redemption 2, een computerspel uit 2018 van Rockstar Games, waar ze de motion capture van het personage Abigail Roberts verzorgd. Moore had ook een rol in het computerspel, ook van Rockstar Games, Grand Theft Auto V.

## Filmografie

### Korte films
| Jaar | Titel             | Rol            |
| ---- | ----------------- | -------------- |
| 2016 | The Shvitzing     | Amy            |
| 2017 | Allergic Reaction | Rol            |
| 2017 | The Fifth Borough | Gia            |
| 2018 | Ranting & Raving  | Nora Henderson |

### Series
| Jaar | Titel      | Rol                   |
| ---- | ---------- | --------------------- |
| 2012 | 30 Rock    | Vanessa               |
| 2017 | Broad City | Elizabeth Buton-Bates |

### Computerspellen
| Jaar | Titel                 | Rol             |
| ---- | --------------------- | --------------- |
| 2013 | Grand Theft Auto V    | Meerdere Rollen |
| 2018 | Red Dead Redemption 2 | Abigail Roberts |